# Economato Laboral (Nerva)
El economato laboral es un edificio de carácter histórico situado en el municipio español de Nerva, en la provincia de Huelva, comunidad autónoma de Andalucía. Fue construido hacia comienzos del siglo XX como un establecimiento para la venta de productos a precios más económicos.

## Características
El edificio fue construido por la Rio Tinto Company Limited entre 1899 y 1900 con el fin de sustituir al antiguo economato, ubicado en el solar que de lo que actualmente es la biblioteca municipal de Nerva. Presenta una planta rectangular con unas dimensiones de 30 metros de largo por 10 metros de ancho y una altura de 4,20 metros. Fue sometido a una remodelación en 1954, con un coste de 13.600 pesetas. El economato se mantuvo bajo propiedad de las compañías que operaban en la cuenca minera hasta 1995, fecha en que cambió de propietarios. En la actualidad el edificio ejerce otras funciones, si bien su aspecto exterior se mantiene prácticamente intacto según sus líneas originales y en buen estado de conservación.